# Zhangye

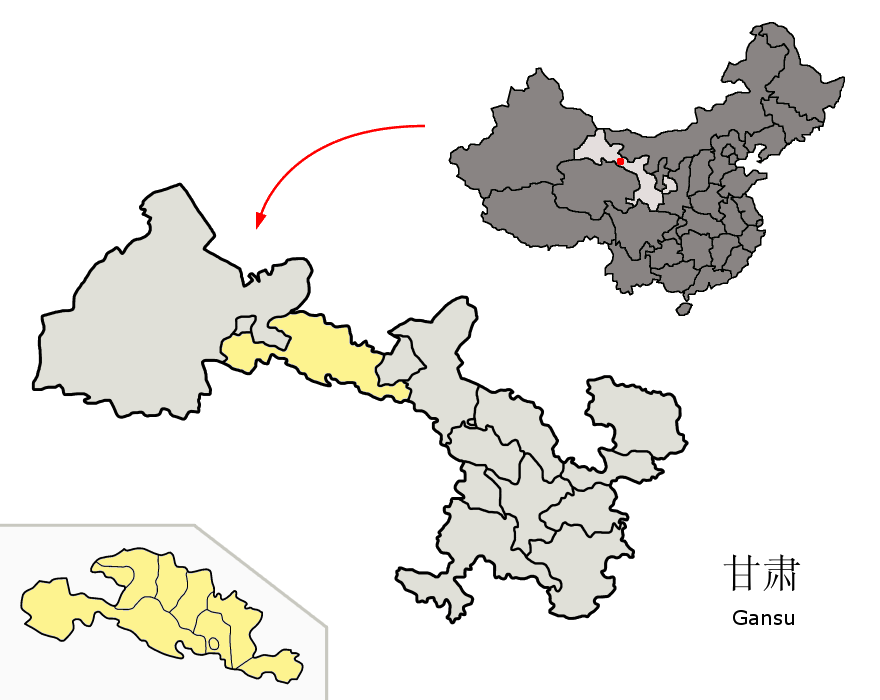
Lage Zhangyes in Gansu

Zhangye (chinesisch 张掖市, Pinyin Zhāngyè Shì) ist eine bezirksfreie Stadt im Nordwesten der chinesischen Provinz Gansu. Ihr Verwaltungsgebiet bildet das Mittelstück des Hexi-Korridors. Es hat eine Fläche von 39.437 km² und 1.233.800 Einwohner (Stand: Ende 2018). 2013 betrug die Bevölkerung in der Stadt 353.000 und 911.000 in der ländlichen Umgebung. Im Osten grenzt es an die Städte Wuwei und Jinchang, im Westen an Jiuquan und Jiayuguan, im Süden an die Provinz Qinghai und im Norden an das Autonome Gebiet Innere Mongolei.
In Zhangye befindet sich der Tempel des Großen Buddha (Dafo Si) mit der größten liegenden Buddha-Statue Chinas.

## Geschichte
Der Name wurde früher Changyeh romanisiert (auch Chang-yi). Die Stadt hieß früher Ganzhou und war auch als Kanchou, Kantschou oder Kampion bekannt. Von diesem alten Stadtnamen leitet sich auch teilweise der Name der Provinz Gansu ab. Nach Marco Polos Reisebeschreibung Il Milione, hielt sich dieser auf seiner Reise zum Hof Kublai Khans etwa ein Jahr in Zhangye auf, was jedoch nicht sicher historisch verifizierbar ist. Zum Gedenken an Marco Polo wurde im Stadtzentrum Zhangyes eine Statue Marco Polos aufgestellt.
Zhangye liegt im Zentrum des Hexi-Korridor (auch Gansu-Korridor genannt), der für China den Zugang zum Tarimbecken erlaubte. Die Stadt lag an der alten Seidenstraße und wurde im 11. Jahrhundert von den Uiguren beherrscht.

## Administrative Gliederung
Zhangye setzt sich aus einem Stadtbezirk, vier Kreisen und einem Autonomen Kreis zusammen. Diese sind (Stand: Ende 2018):
- Stadtbezirk Ganzhou (甘州区), 3.690 km², 518.500 Einwohner, Zentrum, Sitz der Stadtregierung;
- Kreis Minle (民乐县), 2.916 km², 225.900 Einwohner, Hauptort: Großgemeinde Hongshui (洪水镇);
- Kreis Linze (临泽县), 2.727 km², 137.800 Einwohner, Hauptort: Großgemeinde Shahe (沙河镇);
- Kreis Gaotai (高台县), 4.460 km², 146.700 Einwohner, Hauptort: Großgemeinde Chengguan (城关镇);
- Kreis Shandan (山丹县), 4.948 km², 169.800 Einwohner, Hauptort: Großgemeinde Qingquan (清泉镇);
- Autonomer Kreis Sunan der Yugur (肃南裕固族自治县), 20.696 km², 35.100 Einwohner, Hauptort: Großgemeinde Hongwansi (红湾寺镇).

In der Nähe befindet sich der Zhangye-Danxia-Geopark.